# Defective by Design
Defective by Design (cuya traducción al español es «defectuoso por diseño») es una iniciativa de la Free Software Foundation en contra de la gestión digital de derechos (DRM). La tecnología de gestión de derechos digitales, denominada "gestión de restricciones digitales" por sus opositores, restringe a los usuarios de usar libremente las películas, música, literatura, software y hardware que compren de formas en las que están acostumbrados a usar otros medios no restringidos (como los libros).
La filosofía de la iniciativa es que la gestión de derechos digitales está diseñada de forma intencionalmente defectuosa, para limitar el uso de los productos. Esto, afirman, anula el futuro de la libertad digital. El objetivo del grupo es hacer de conocimiento público este problema y aumentar la participación en la iniciativa. Sus principales blancos son "los medios masivos, los fabricantes no colaboradores y los distribuidores de DRM". Defective by Design es uno de los principales esfuerzos de la Free Software Foundation para compartir una causa con los activistas sociales de otros géneros, y para alentar a los partidarios del software libre a que se involucren socialmente. Hacia finales de 2006, la campaña afirma tener más de 12.000 miembros registrados.

## Análisis del impacto de la DRM
La gestión de derechos digitales es usada para cifrar varios productos multimedia (audio, video, y videojuegos para consolas) y para prevenir la infracción de derechos de autor mediante la limitación o la prohibición de la duplicación de los medios. La gestión de derechos digitales puede impedir a los usuarios duplicar un CD o un DVD, impedirle a alguien omitir la publicidad al ver un DVD, o crear problemas con la interoperatividad entre productos competidores. Aunque los entusiastas de la tecnología generalmente encuentran una manera de eludir estos sistemas, esto puede ser realmente difícil de lograr, y podría necesitarse hacer uso del agujero analógico. Otros consideran que la gestión de derechos digitales no solo impide utilizar los medios de forma ilegal, sino que también lo impide de manera legal.
Además de restringir la copia de medios, la gestión de derechos digitales también puede hacer que una computadora desobedezca sistemáticamente al usuario.

## Historia
Defective By Design es un esfuerzo en conjunto de la Free Software Foundation y CivicActions, una empresa que desarrolla campañas de activismo social en línea. Los principales organizadores son Gregory Heller de CivicActions, Peter T. Brown, director ejecutivo de la Free Software Foundation, y Henri Poole, un miembro de CivicActions que es también un director de la Free Software Foundation.
La campaña fue lanzada en mayo de 2006 con una manifestación en contra de la gestión de derechos digitales en WinHEC. En la manifestación participaron miembros de la Free Software Foundation vestidos con trajes especiales amarillos y con carteles "afirmando que los productos de Microsoft son -según el eslogan de la campaña- 'defectuosos por diseño' debido a las tecnologías de gestión de derechos digitales que incorporan."
Defective by Design declaró el 3 de octubre de 2006 como el "día en contra de la gestión de derechos digitales" y organizó varios eventos en tiendas importantes de Apple en los Estados Unidos y el Reino Unido. También en esta ocasión los manifestantes vistieron trajes especiales y portaron carteles explicando el uso que le da Apple a la gestión de derechos digitales en su tienda en línea iTunes Store y en sus reproductores iPod.
El 30 de enero de 2007, en el Times Square, Defective by Design unió fuerzas con la campaña BadVista en una manifestación. Los manifestantes (en trajes especiales) repartieron textos a los presentes en los que se explicaba los peligros de la gestión de derechos digitales de Windows Vista y la Trusted Computing. Además repartieron discos compactos con software libre para que los usuarios de Vista pudieran instalar una alternativa a éste.

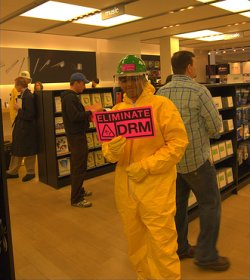
Miembro de Defective by Design protestando dentro de una tienda de Apple en Cambridge, Massachusetts.

## Campaña de etiquetado
En el sitio web de Defective by Design se recomienda a los usuarios usar la opción de etiquetado de Amazon.com para marcar ciertos productos con la etiqueta "defectivebydesign". Entre estos productos etiquetados por los usuarios podemos encontrar reproductores de DVD, DVD protegidos con sistemas de gestión de derechos digitales, discos Blu-ray, el sistema operativo Windows Vista, y los reproductores de medios Zune y iPod.
Esta etiqueta puede ser vista en otros sitios web que permiten a los usuarios etiquetar el contenido. En Slashdot, puede ser vista en noticias relacionadas con Windows Vista y la gestión de derechos digitales.